# マジェスティック (客船・2代)
マジェスティック (Majestic) は、ホワイト・スター・ラインが運航していた定期航路用客船。
元々ハンブルク・アメリカ・ラインのビスマルク (Bismarck) として起工されたが、第一次世界大戦勃発により工事が中断し、イギリスに引き渡されマジェスティックとして竣工した。
マジェスティックの船名はホワイト・スター・ラインでは先代マジェスティックに継いで2代目であった。客船を引退後、イギリス海軍の停泊練習船カレドニア (Caledonia) となった。

## 建造と引き渡し
ハンブルク・アメリカ・ラインのアルベルト・バリーン (Albert Ballin) が構想した5万総トン級客船3隻による北大西洋航路サービス用として、インペラトール (Imperator)、ファーターラント (Vaterland) に続く3隻目として建造された。
本船の建造所はドイツのブローム・ウント・フォス社で、1914年6月20日の進水式でオットー・フォン・ビスマルクにちなんで「SS ビスマルク(SS Bismarck)」と命名された。命名者はオットーの孫娘ハンナ・フォン・ビスマルクであった
。
しかし第一次世界大戦の勃発により艤装中だった本船は工事が中断し、、未完成のまま戦後賠償としてイギリスに引き渡された。ブリタニックの代償としてホワイト・スター・ラインとキュナード・ラインの共同所有（1932年以降はホワイト・スター・ラインの単独所有）、ホワイト・スター・ラインが使用主権を持つ形で「マジェスティック」と改名。仕上変更書をブローム・ウント・フォス社に渡し1922年総トン数56,551トンの世界最大の客船として竣工したが、造船所はホワイト・スター・ライン仕様ではなくハンブルク・アメリカ・ラインの塗装で船首と船尾にビスマルクの船名を書き込んで完成させ、イギリス側船主の怒りを買った。
これに先立つ1918年11月9日、戦争回避を国王に強く主張したが聞き入られず、敗戦で育てあげた船隊の解体に悲観したアルベルト・バリーンは自ら命を絶っている。

## 客船としての運航
竣工後、ホワイト・スター・ラインの運航で北大西洋航路に就航。1922年から1934年まで同社のフラッグシップとなった。
1922年5月に処女航海を行い最も人気のある客船の1つとなり、1923年には最も多くの乗客を運んだ北大西洋航路客船となった。
また、1924年、1926年、1928年、および1930年も本船は姉妹船（インペラトール、ファーターラントも戦後英米船として北大西洋航路に就航していた）よりも多くの乗客を運び、マジック・スティック (Magic Stick) のニックネームを贈られた。
1924年12月には船体に100フィートのひびが発生して修理を行い、1925年には北大西洋航路で自己最速の平均速力25.0ノットを記録した。
1934年ホワイト・スター・ラインとキュナード・ラインの合併により誕生したキュナード・ホワイト・スター・ラインに移籍し、1936年に引退するまで運航された。

## 練習船カレドニア
本船は客船として引退後、イギリス海軍に売却され練習船に改造されて、カレドニアと改名。
1937年ロサイスで士官候補生1,500人を収容する停泊練習船となった。
1939年9月29日、火災事故が起こり着底し全損。1940年3月スクラップとして売却されたが、1943年に完全に解体されるまで残骸はそのまま残っていた。

## ギャラリー

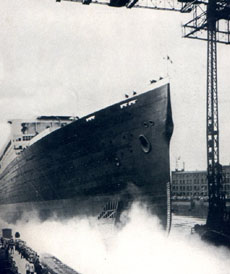
ビスマルクとして進水
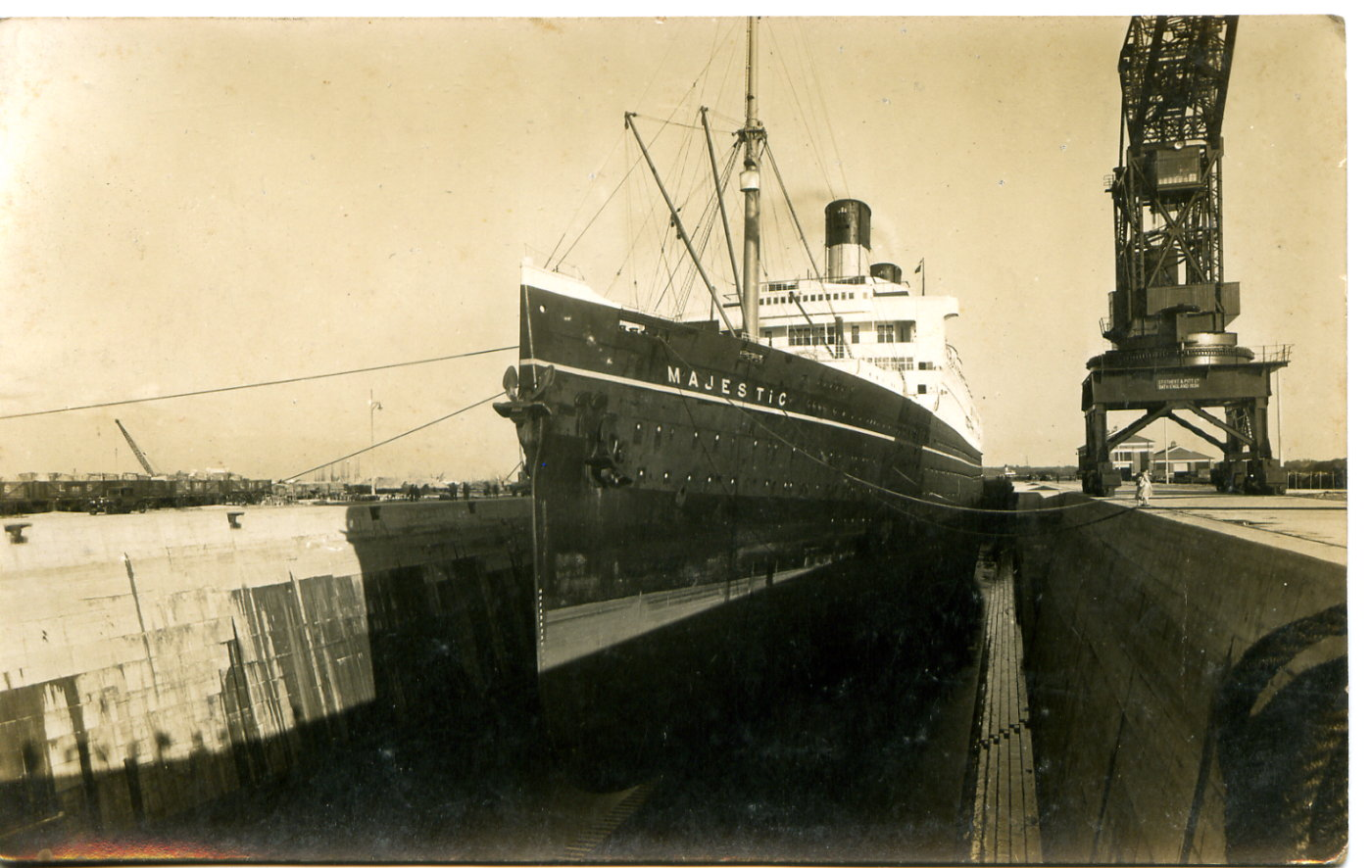
乾ドック内のマジェスティック
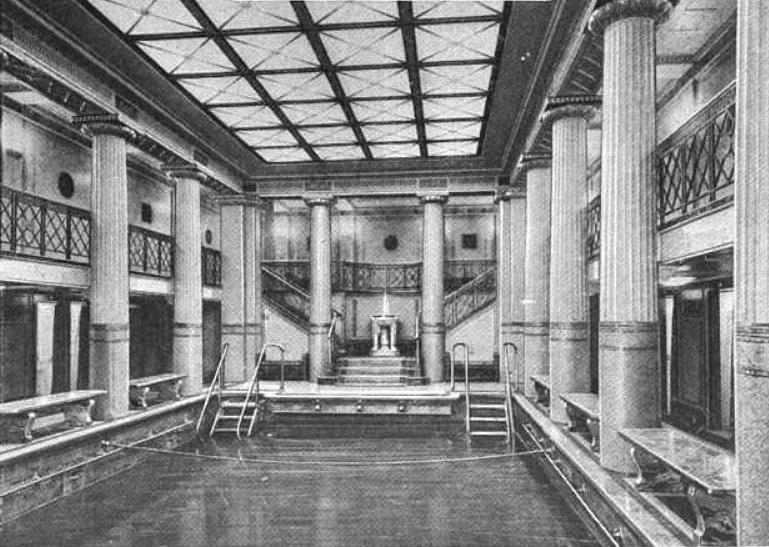
1922年頃のマジェスティックのプール